# نطاق راديو ISM
نطاق الراديو ISM هو نطاق من الطيف الراديوي المحجوز دوليًا للأغراض الصناعية والعلمية والطبية (ISM industrial, scientific, and medical)، باستثناء التطبيقات في مجال الاتصالات. أمثلة تطبيقات استخدام طاقة التردد الراديوي (RF) في هذه النطاقات، هي: أفران الميكروويف ، وآلات الاستحرار الطبية. يمكن للانبعاثات القوية لهذه الأجهزة أن تخلق تداخلًا كهرومغناطيسيًا وتعطل الاتصالات اللاسلكية باستخدام نفس التردد ، لذلك تقتصر هذه الأجهزة على نطاقات معينة من الترددات. بشكل عام، يجب أن تتحمل معدات الاتصالات العاملة في نطاقات ISM أي تداخل ناتج عن تطبيقات ISM، ولا يتمتع المستخدمون بأي حماية تنظيمية من تشغيل جهاز ISM في هذه النطاقات.